# ジョン・バティステ
ジョン・バティステ（Jonathan Michael "Jon" Batiste、1986年11月11日 - ）は、ルイジアナ州メテリー出身のアメリカのミュージシャン、バンドリーダー、シンガー・ソングライター。アメリカの人気TV番組『ザ・レイト・ショー・ウィズ・スティーヴン・コルベア』の音楽ディレクター兼ハウスバンドのリーダーそしてテレビのパーソナリティ 。定期的に自身のバンドのツアー やアトランティックの音楽監督およびハーレムの国立ジャズ博物館のクリエイティブディレクターも務める。
彼はこれまでさまざまなジャンルの音楽（スティーヴィー・ワンダー、プリンス、ウィリー・ネルソン、レニー・クラヴィッツ、エド・シーラン、メイヴィス・ステイプルズ）のアーティストとレコーディングおよびパフォーマンスを行い、自身のレコーディングをリリースし、40か国以上でパフォーマンスを行ってきた。
ジュリアード音楽院の修士課程を修了し、TVパーソナリティーや教育者、NYハーレムにある国際ジャズ博物館のアート・ディレクターとしての顔を持つ多方面で活躍の人物で、米国「フォーブス」誌の名物企画「世界を変える30歳未満の30人」にも選出。また、映画監督のスパイク・リーとの親交も知られ、2012年公開の『レッド・フック・サマー』（日本未公開）では音楽を手掛けている。
さらにファッション・ブランド、「ラルフ・ローレン」「バーニーズ」などのアンバサダーも経験し、コーチの2020年秋冬コレクションでは、マイケル・B・ジョーダン、ジェニファー・ロペスと共にブランドアイコンに抜擢され、ファッション界でも注目されている。
2020年12月25日にディズニープラスで公開されたディズニー&ピクサー映画『ソウルフル・ワールド』では、トレント・レズナーとアッティカス・ロスとともに映画の音楽担当として抜擢され、劇中歌とエンド・ソングを担当。

## 初期の人生と教育
ジョン・バティステは1986年11月11日、ニューオーリンズ郊外のメテリーで生まれた。彼が生まれたバティスト家は多くのミュージシャンを輩出しており、一族の中にはクラリネット奏者のアルヴィン・バティスト、編曲家、プロデューサーのハロルド・バティスト、ファンキー・ミーターズで活躍したドラマーのラッセル・バティストJr.、トレメ・ブラス・バンドのバスドラム奏者であったライオネル・バティストなどがいる。
8歳のとき、彼は家族バンドであるBatiste Brothers Bandでパーカッショニストとして初のギグを体験。 11歳の時、母親の勧めでピアノに転向する。バティステは、クラシック音楽のレッスンを受け、ストリートファイターアルファ、ファイナルファンタジーVII 、ソニックザヘッジホッグなどのビデオゲームの曲を書き写すことでピアノのスキルを磨いた。
さらに、10代の頃からインターネット上で音楽をリリースし始め、17歳で自主制作で『Times in New Orleans』を発表。その後、音楽の名門ジュリアード音楽院でピアノの学士号と修士号を取得。

## キャリア

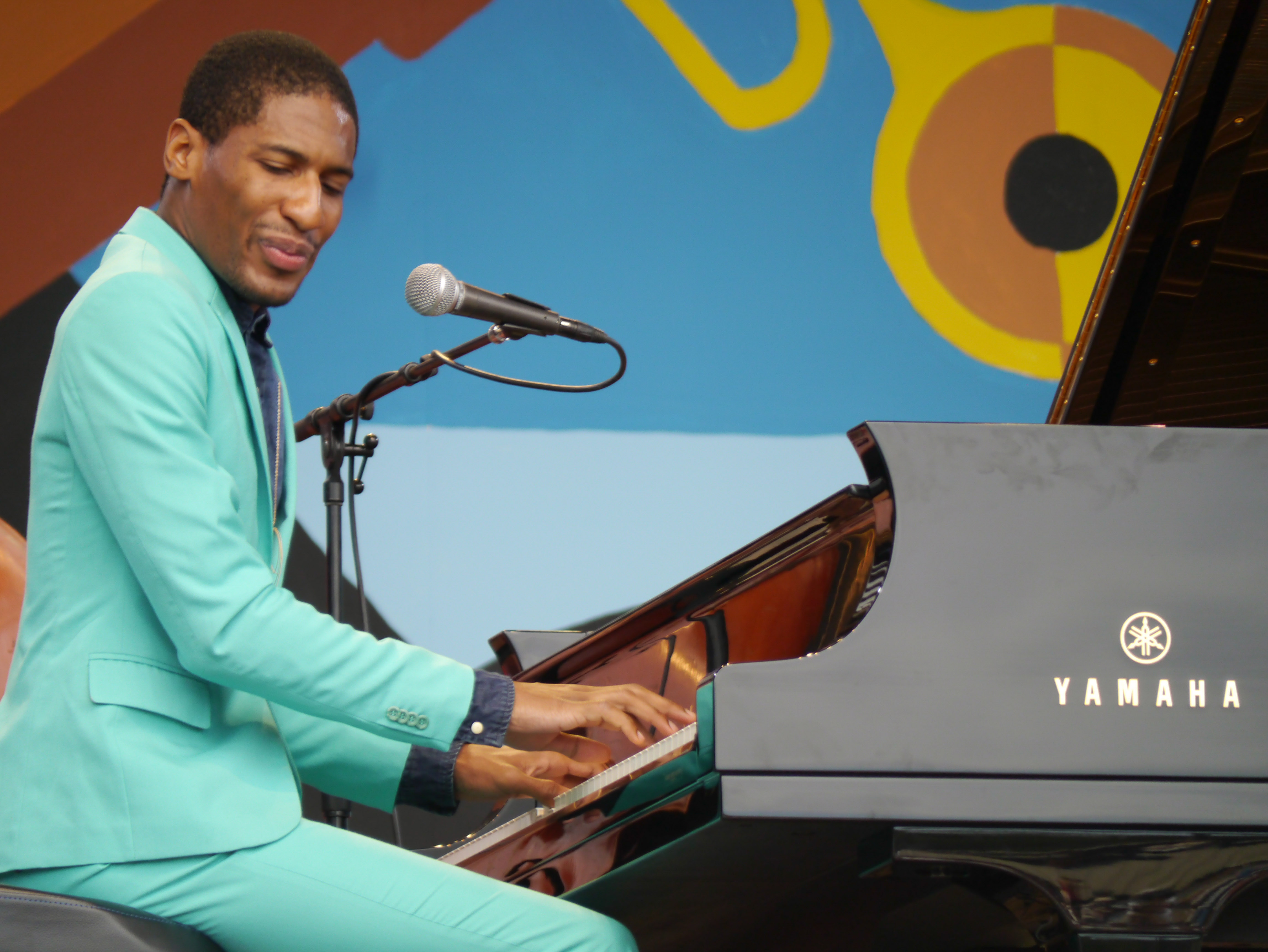
2014年のモンタレー・ジャズ・フェスティバルでのジョン・バティステ

2012年に公開された、スパイク・リー監督の映画『レッド・フック・サマー』（日本未公開）の音楽を手掛ける。
2017年からは、雑誌The Atlanticの音楽ディレクターに就任。
2019年にはメジャー・デビュー作である『ハリウッド・アフリカンズ』の収録曲「セント・ジェームス病院」がグラミー賞最優秀アメリカン・ルーツ・パフォーマンス賞にノミネート。
2020年7月、NBAで最も注目が集まるキックオフ・ゲームで国歌を歌う。同年12月25日公開のディズニー&ピクサー映画『ソウルフル・ワールド』では、映画の音楽担当として抜擢され、劇中歌とエンド・ソングを担当。
2021年には、カーネギーホールで上演される『アメリカン・シンフォニー』では、バティステの作曲とソング・ライティングが大きく特集される予定となっている。
2022年4月4日、第64回グラミー賞で年間最優秀アルバムを受賞。

### ステイ・ヒューマン

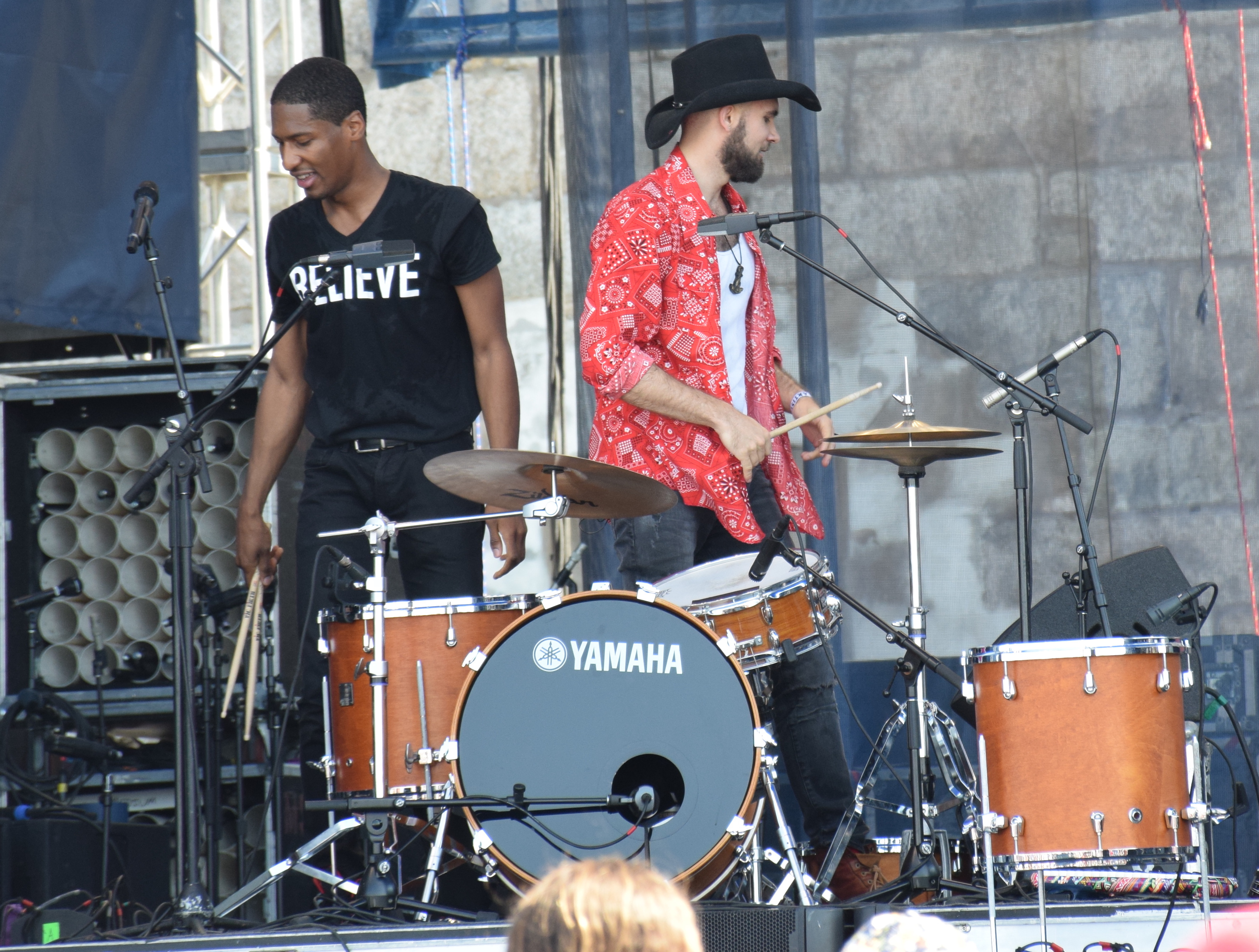
2015年のニューポート・ジャズ・フェスティバルで演奏するバティステとステイ・ヒューマン

2005年、バティステはジュリアード音楽院の仲間のベーシスト、フィル・クーンとドラマーのジョー・セイラーとともにレギュラーでニューヨークにおいてプレイし始めた。彼は後になってアルト・サクソフォーンにエディ・バーバッシュ、チューバにイバンダ・ルフンビカをメンバーに加えた。バティステはこのバンドをステイ・ヒューマンと名付けた。これは、「プラグインしてあとは耳を貸さない」という特性を持った現代社会において、ライヴ音楽のパフォーマンス中の人間同士の相互作用が人間性を高めることができるという信念を表現したものである。このバンドは、即興でストリートでの演奏を行ない、バティステはこれを「愛の暴動 (love riots)」と呼んでいる。しばしば著名なアーティストがバティステと共演する様子が目撃され、その中にはウィントン・マルサリスも含まれている。
2011年、ステイ・ヒューマンは、全てをニューヨーク市地下鉄の電車内でレコーディングしたアルバム『MY N.Y.』をリリース。これは、どのように人々とつながることができるかと探求する中でバティステが思いついたアイデアであった。
2014年には、バティステとステイ・ヒューマンはコルベア・レポーに出演、オースティン・ビスが作曲し、プロデュースした彼らのシングル「Express Yourself」を演奏した。
2017年4月22日、彼らはワシントンD.C.のワシントン記念塔で行なわれたワシントン・モニュメントでのマーチ・フォー・サイエンス集会で演奏している。

### ザ・レイト・ショー・ウィズ・スティーヴン・コルベア
2015年6月4日、ジョン・バティステとステイ・ヒューマンが『ザ・レイト・ショー・ウィズ・スティーヴン・コルベア』のハウス・バンドを務めることが発表された。同番組は2015年9月8日、CBSで放送を開始。番組ではバティステとステイ・ヒューマンがビリー・ジョエル、ウィル・スミス、ウィントン・マルサリス、ジョン・レジェンド、グレース・ヴァンダーウォール、ナズといった面々と演奏している。
2022年8月11日の放送で、コルベアはバティステが「個人的、職業的関心事を追求するため」、『ザ・レイト・ショー・ウィズ・スティーヴン・コルベア』には戻らないことを発表した。

### ジューンティーンスの祝典 (2020年)

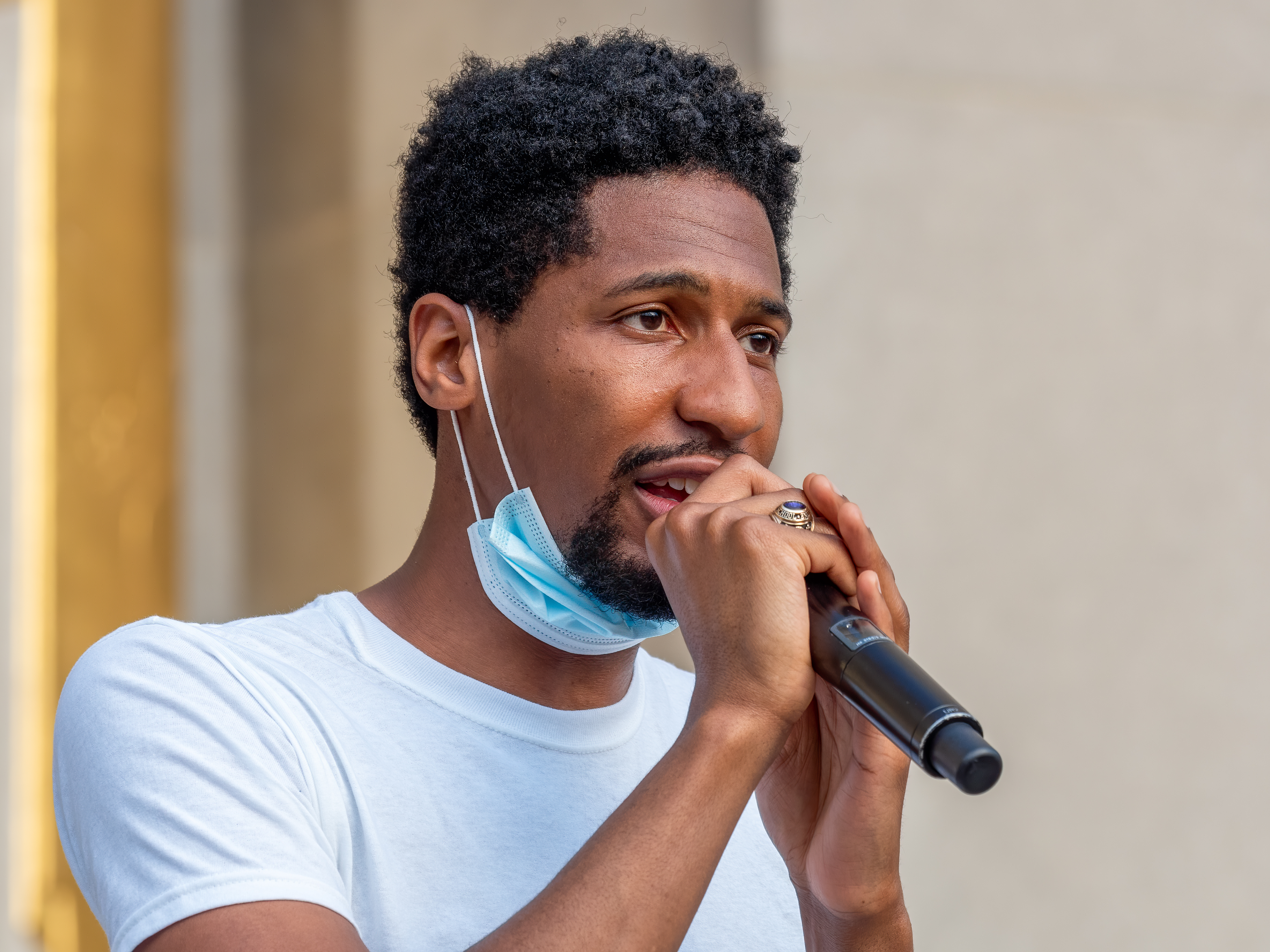
2020年、ブルックリンのジューンティーンスでのバティステ

2020年6月、バティステはニューヨークのブルックリンで開催されたジューンティーンスの祝典に参加。この祝典では「黒人の権利と待遇の平等を祝し、団結を示し、戦う」ための抗議、更新、集会、夜警が行なわれたブルックリン公立図書館の階段で演奏したバティステはピアニストのマット・ウィテカーと共演。このパフォーマンスは非営利団体「シング・フォー・ホープ」とのパートナーシップの下で行なわれたものであった。
2020年のジューンティーンスは、ジョージ・フロイドの死を受けての抗議運動が巻き起こり、また新型コロナウィルスの流行で人種不平等への意識が高まる中で迎えることとなった。変化を求める運動とそれに対する音楽の関わりの違いについて問われたバティステは次のように答えている。「音楽は、我々の生活、我々のコミュニティ、我々の癒し、我々の口には出さない苦痛にあらゆる目的を持つものであり続けたし、メッセージを伝達し、人々の状況について関心を高めることに寄与してきました。（中略）昔と異なるのは、400年に渡って続いてきた制度的抑圧を変えるための支持が、今は以前より広範囲に広がっていることです。」「今こそ、我々の祖先が何のために音楽を使ったのかについて再び思いをはせることがかつてないほど重要です。なぜならそれは忘れ去られているからです。（中略）世界では一般的に音楽はエンターテインメントとみなされています。それは音楽の一つの側面ではありますが、根本としては違います。音楽の全体像は、それよりも遥かに深く幅が広いのです。」

### 『ソウルフル・ワールド』と『ウィー・アー』
バティステは、2020年の映画『ソウルフル・ワールド』の音楽をトレント・レズナー、アッティカス・ロスと共同で作曲した。3人は、アカデミー作曲賞 、ゴールデングローブ賞 作曲賞 を始め、その他多くの受賞と賞のノミネーションを受けた。
2021年3月19日、バティステは通算5枚目のソロ名義のスタジオ・アルバム『ウィー・アー』をリリースした。アトウッド誌のインタビューに答え、彼はこの作品について「現時点での僕の人生の集大成」であると説明し、「クリエーターとして、またアーティストとして僕が今いる地点を最も的確に表しています」と語っている。
2021年7月、バティステはエレクトリック・レディ・スタジオにて1日で演奏されたライヴ盤EP『Live at Electric Lady』をリリースした。このアルバムはSpotifyの独占リリースだった。
2021年10月の深夜、彼はハーレムの通りにマドンナとともにサプライズで登場し、「ライク・ア・プレイヤー」を歌った。これは近隣のレストランで行なわれたマドンナのコンサート映画『Madame X』のプロモーション・イベントに2人が出演したあと、通りに出てたものだった。
第64回グラミー賞において、バティステは『ウィー・アー』で8部門、『ソウルフル・ワールド』で3部門の計11部門でノミネーションを受けた。バティステは11部門中、年間最優秀アルバム賞を含む5部門において受賞をし、2008年でハービー・ハンコックが『リヴァー〜ジョニ・ミッチェルへのオマージュ』で受賞して以来の黒人による年間最優秀アルバム賞受賞となった。

### 『ワールド・ミュージック・レディオ』
2023年6月、バティステは新作のコンセプト・アルバム『ワールド・ミュージック・レディオ』のリリースを発表した。同作は2023年8月18日にリリースとなった。ラナ・デル・レイ、リル・ウェイン、NewJeans、JIDらがフィーチャー・アーティストとして参加している。本作からは「Calling Your Name」がシングル・カットされた。

## 来日公演
2023年10月、下記の日程で初来日公演を行なった。
- 2023年10月6日（金）　東京・神田スクエアホール (Premium Showcase in TOKYO)[33]
- 2023年10月7日（土）　神奈川・ぴあアリーナ MM (Coke STUDIO SUPERPOP JAPAN 2023)
- 2023年10月8日（日）　神奈川・ぴあアリーナ MM (Coke STUDIO SUPERPOP JAPAN 2023)

## 日本でのラジオ / テレビ出演
ラジオ
- Kevin’s English Room Podcast（2023年10月、Amazon Music / Apple Podcasts / Spotify / YouTube）ゲスト出演

テレビ
- スッキリ（2021年4月）リモート出演

## 私生活
カーネギーホールなどで行われるコンサートステージに多くの学生を招待することで知られており、世界中でマスタークラスを開催するなど若いミュージシャンの育成にも力を注いでいる。
アンダーソン・パークやコモンらのヒップホップ系アーティストとも親交が深い。
バティステはジャーナリスト、作家であり、癌克服者であるスレイカ・ジャワードと結婚している。
両者は十代の頃にバンドのキャンプで出会った。2022年4月3日、CBSニュース・サンデー・モーニングのインタビューの中で、2人は2022年2月にプライベートな式を挙げて結婚したことを明らかにした。

## ディスコグラフィー
- 『Times in New Orleans』 (Jonathan Batiste, 2005年)
- 『Live in New York: At the Rubin Museum of Art』 (Jonathan Batiste, 2006年)
- 『MY N.Y.』 (Naht Jona, 2011年)
- 『Jazz Is Now』 (Naht Jona, 2013年)
- 『Social Music』　(Razor & Tie, 2013年)
- 『ザ・プロセス』 - 『The Process』 (Victor, 2014年) ※チャド・スミス、ビル・ラズウェルとの共作[38]
- 『Christmas with Jon Batiste』 (Naht Jona, 2016年)
- 『The Music of John Lewis』 (Blue Engine, 2017年) ※ウィントン・マルサリスとの共作
- 『ハリウッド・アフリカンズ』 - 『Hollywood Africans』 (Verve, 2018年)[39]
- 『Chronology Of A Dream: Live At The Village Vanguard』 (Verve, 2019年)
- 『Anatomy of Angels: Live At The Village Vanguard』 (Verve, 2019年)
- 『Meditations』 (Cory Wong/Jon Batiste, 2020年) ※コリー・ウォングとの共作
- 『ソウルフル・ワールド オリジナル・サウンドトラック 』- 『Soul: Original Motion Picture Soundtrack』 (Walt Disney, 2020年)
- 『Music from and Inspired by Soul (Original Motion Picture Soundtrack)』 (Walt Disney, 2020年)
- 『ウィー・アー』 - 『We Are』 (Verve, 2021年)
- 『Live at Electric Lady』 (Spotify, 2021年) ※EP-配信のみ
- 『ワールド・ミュージック・レディオ』 - 『World Music Radio』 (Verve/Interscope, 2023年)
- 『ベートーヴェン・ブルース』 - 『Beethoven Blues - Batiste Piano Series, Vol. 1』 (Universal Jazz, 2024年)[40]